# Royal Docks

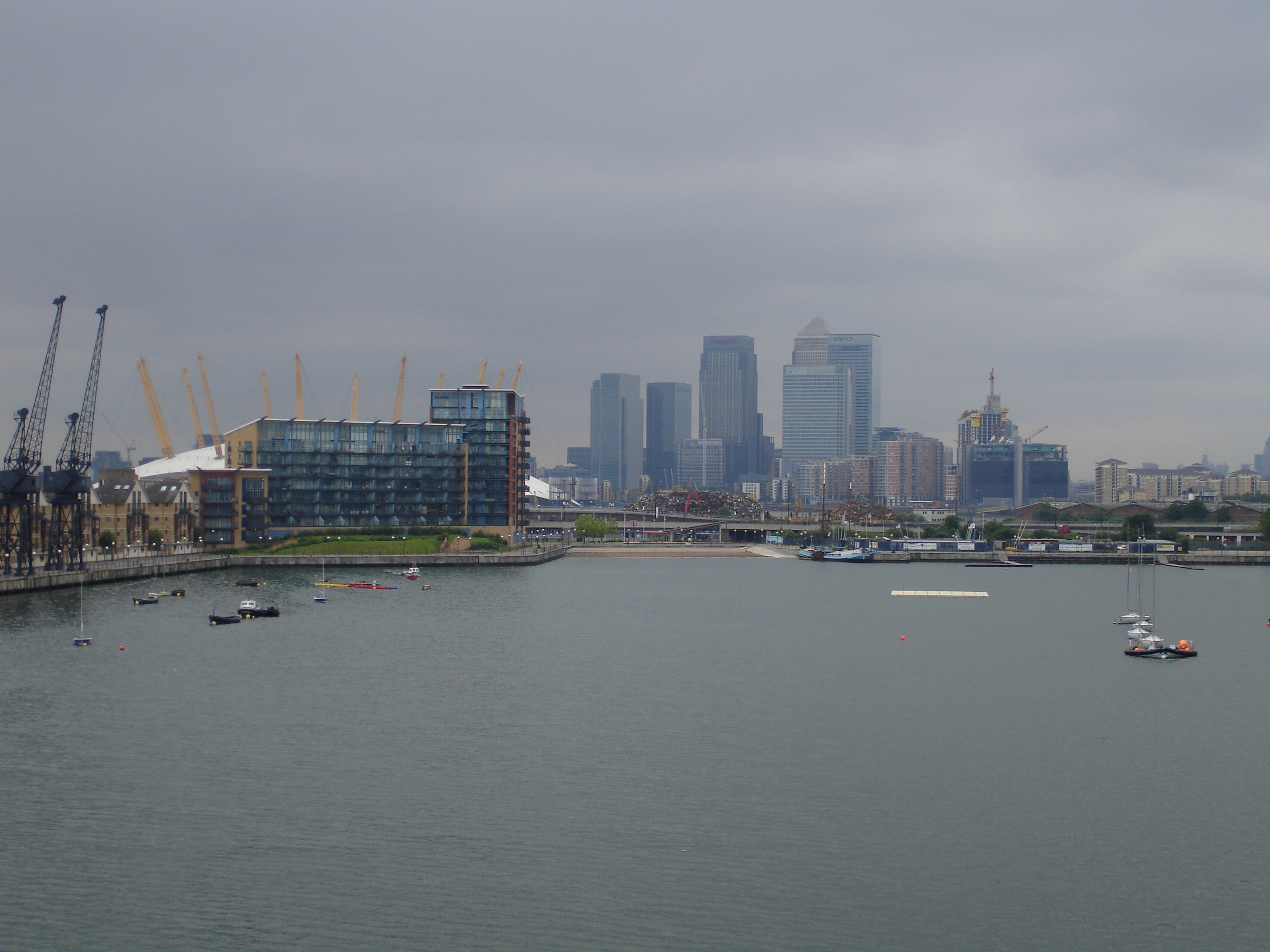
Victoria Dick vista de este para oeste com Canary Wharf no fundo

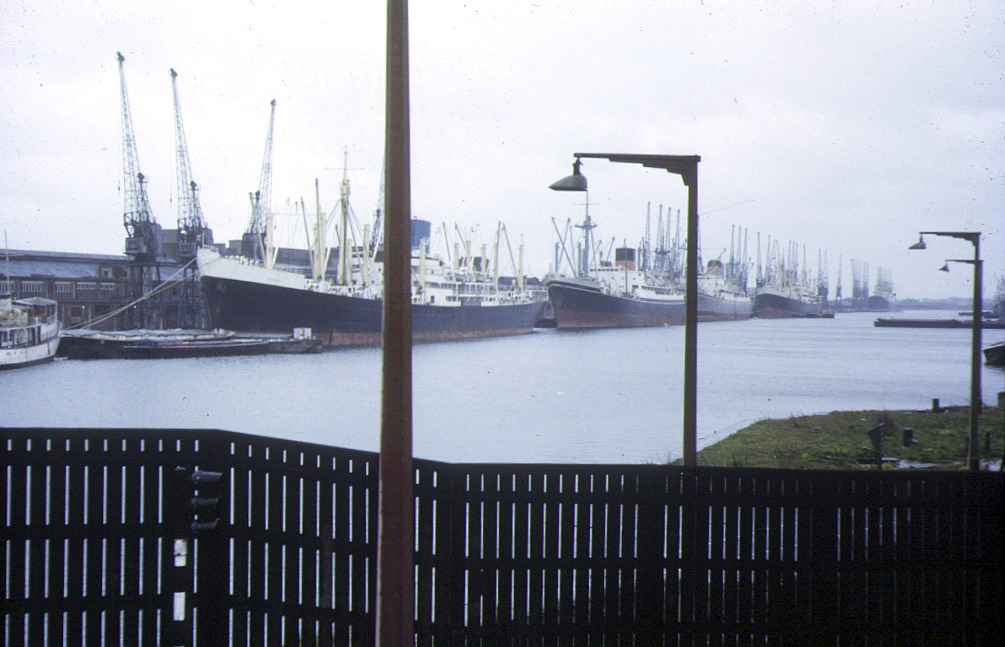
Albert Dock visto de oeste para este em 1973

Os Royal Docks compreendem três docas no leste de Londres - o Royal Albert Dock , a Royal Victoria Dock e King George V Dock. Estas docas são mais corretamente chamadas de Royal Group of Docks para distingui-las dos Royal Dockyards. As três docas formam a maior docas fechadas do mundo com uma área de água de cerca de 250 acres (1,0 km 2) e uma propriedade global de 1.100 acres (4,5 km 2). Isto é equivalente a todo o centro de Londres de Hyde Park a Tower Bridge.

## História
As três docas foram concluídas entre 1855 e 1921 em manguezais no perto de East Ham e West Ham (agora o London Borough of Newham). As docas Victoria and Albert foram construídos pela London & St Katharine Docks Company para fornecer para navios de grande porte que não podiam ser acomodados no rio mais acima sendo um grande sucesso comercial e tornando-se as principais docas de Londres  durante a primeira metade do século XX. As docas especializaram-se na importação e descarga de produtos alimentares com linhas de silos e armazéns frigoríficos gigantes instaladas ao lado do cais. A grande dimensão das docas e os numerosos cais deu-lhes um espaço coletivo de mais de 19,3 km de ancoradouro servindo centenas  de navios de carga e de passageiros de cada vez.